# Драфт БАА 1949
Драфт БАА 1949 - третій щорічний драфт Баскетбольної асоціації Америки (БАА), яка пізніше змінила назву на Національна баскетбольна асоціація (НБА). Драфт відбувся 21 березня. 11 команд БАА, які залишилися, а також Індіанаполіс Олімпіанз, що приєдналася до БАА, по черзі вибирали найкращих випускників коледжів. Драфт складався з 8-ми раундів і додаткового регіонального періоду, на яких вибирали 75 гравців. У серпні 1949 року ліга змінила назву на НБА.

## Нотатки щодо виборів на драфті і кар'єр деяких гравців
Провіденс Стімроллерс під першим номером вибрали Гауі Шеннона з Університету штату Канзас. Перед драфтом Сент-Луїс Бомберс і Міннеаполіс Лейкерс вибрали відповідно Еда Маколі і Верна Міккельсена як свій територіальний вибір. Троє гравців з цього драфту, Верн Міккельсен, Ед Маколі і Дік Макгвайр, введені до Зали слави.

## Драфт
| Поз.    | G        | F       | C         |
| Позиція | Захисник | Форвард | Центровий |

| ^ | Позначає гравців, обраних у Баскетбольну залу слави Нейсміта                                                        |
| * | Позначає гравців, які взяли участь принаймні в одній грі матчу всіх зірок НБА і потрапили до Збірної всіх зірок НБА |
| + | Позначає гравців, які взяли участь принаймні в одній грі матчу всіх зірок НБА                                       |
| # | Позначає гравців, які жодного разу не грали в регулярному сезоні НБА або плей-оф                                    |

| Раунд | Вибір | Гравець          | Позиція | Команда НБА             | Коледж            |
| ----- | ----- | ---------------- | ------- | ----------------------- | ----------------- |
| T     | –     | Ед Маколі^       | F/C     | Сент-Луїс Бомберс       | Сент-Луїс         |
| T     | –     | Верн Міккельсен^ | F/C     | Міннеаполіс Лейкерс     | Гемлін            |
| 1     | 1     | Гауі Шеннон      | G/F     | Providence Steamrollers | Канзас Стейт      |
| 1     | 2     | Алекс Гроза*     | C       | Індіанаполіс Олімпіанз  | Кентуккі          |
| 1     | 3     | Боб Гарріс       | F/C     | Форт-Вейн Пістонс       | Оклахома Стейт    |
| 1     | 4     | Тоні Лавеллі     | F       | Бостон Селтікс          | Єль               |
| 1     | 5     | Верн Гарднер     | F/C     | Філадельфія Ворріорз    | Юта               |
| 1     | 6     | Рон Лівінгстоун  | C       | Балтимор Буллетс        | Вайомінг          |
| 1     | 7     | Дік Макгвайр^    | G       | Нью-Йорк Нікс           | Сент Джонс        |
| 1     | 8     | Воллес Джонс     | F       | Вашингтон Кепітолз      | Кентуккі          |
| 1     | 9     | Джек Керріс      | F/C     | Чикаго Стегз            | Лойола            |
| 1     | 10    | Френк Соул       | G/F     | Рочестер Роялз          | Сетон Голл        |
| 2     | –     | Лео Барнгорст+   | G/F     | Індіанаполіс Олімпіанз  | Нотр-Дам          |
| 2     | –     | Ральф Берд*      | G       | Чикаго Стегз            | Кентуккі          |
| 2     | –     | Джек Коулмен+    | F/C     | Рочестер Роялз          | Луїсвілл          |
| 2     | –     | Гаррі Донован    | G       | Нью-Йорк Нікс           | Муленберг         |
| 2     | –     | Джордж Кафтан    | F       | Бостон Селтікс          | Голі Кросс        |
| 2     | –     | Джим Нолан       | C       | Філадельфія Ворріорз    | Джорджия Тек      |
| 2     | –     | Джон Олдем       | G       | Форт-Вейн Пістонс       | Західний Кентуккі |
| 2     | –     | Джонні Орр       | F       | Сент-Луїс Бомберс       | Белоіт            |
| 2     | –     | Ред Оуенс        | G       | Вашингтон Кепітолз      | Бейлор            |

## Інші вибори
Наступний список містить гравців, вибраних після другого раунду. які взяли участь принаймні в одній гра БАА/НБА.
| Раунд | Вибір | Гравець        | Позиція | Команда НБА            | Коледж           |
| ----- | ----- | -------------- | ------- | ---------------------- | ---------------- |
| 3     | –     | Нельсон Бобб   | G       | Філадельфія Ворріорз   | Темпл            |
| 3     | –     | Двайт Еддлмен+ | G/F     | Чикаго Стегз           | Іллінойс         |
| 3     | –     | Пол Гордон     | F       | Балтимор Буллетс       | Нотр-Дам         |
| 3     | –     | Ед Лід         | G/F     | Провіденс Стімроллерс  | Дартмут          |
| 3     | –     | Джо Маллені    | G       | Бостон Селтікс         | Голі Кросс       |
| 3     | –     | Мак Оттен      | F/C     | Індіанаполіс Олімпіанз | Боулінг Грін     |
| 3     | –     | Фред Шаус*     | F       | Форт-Вейн Пістонс      | Вест Вірджинія   |
| 3     | –     | Ерні Вандевей  | G/F     | Нью-Йорк Нікс          | Колгейт          |
| 4     | –     | Боб Еванс      | G       | Індіанаполіс Олімпіанз | Батлер           |
| 4     | –     | Джеррі Нейгел  | G       | Форт-Вейн Пістонс      | Лойола           |
| 4     | –     | Воррен Перкінс | G/F     | Провіденс Стімроллерс  | Талені           |
| 5     | –     | Кліфф Баркер   | G       | Вашингтон Кепітолз     | Кентуккі         |
| 5     | –     | Рей Корлі      | G       | Провіденс Стімроллерс  | Джорджтаун       |
| 5     | –     | Ерл Додд       | F       | Сент-Луїс Бомберс      | Нортіст Міссурі  |
| 6     | –     | Дон Боувен     | G/F     | Індіанаполіс Олімпіанз | Західний Мічиган |
| 7     | –     | Джон Прітчард  | C       | Сент-Луїс Бомберс      | Дрейк            |
| 8     | –     | Дуейн Клуе     | G       | Бостон Селтікс         | Індіана Стейт    |
| 8     | –     | Боб Роєр       | G       | Провіденс Стімроллерс  | Індіана Стейт    |
| –     | –     | Мал Макмаллен  | C       | Балтимор Буллетс       | Зав'єр           |
| –     | –     | Боб Гаррісон+  | G       | Міннеаполіс Лейкерс    | Мічиган          |
| –     | –     | Пол Валтер+    | G/F     | Міннеаполіс Лейкерс    | Теннессі         |
| –     | –     | Марв Шатцман   | F       | Сент-Луїс Бомберс      | Сент-Луїс        |